# Pedicia (Crunobia) persica
Pedicia (Crunobia) persica is een tweevleugelige uit de familie Pediciidae. De soort komt voor in het Palearctisch gebied.